# Marian Ożarowski
Marian Ożarowski (ur. 30 stycznia 1922 w Radomsku, zm. 18 sierpnia 1998 w Lublińcu) – polski harcmistrz, nauczyciel, społecznik i krótkofalowiec, długoletni komendant Hufca ZHP Lubliniec, inicjator budowy Ośrodka Harcerskiego w Kokotku, zasłużony dla Ziemi Lublinieckiej.

## Życiorys i działalność społeczna
Marian Ożarowski urodził się w rodzinie wojskowej. Jego ojciec Antoni Ożarowski był żołnierzem, Matką była Maria Ożarowska z domu Strzelecka. Rodzina osiedliła się w Lublińcu, gdzie od  1922 stacjonował 74 Górnośląski Pułk Piechoty, w którym ojciec był saperem. Ojciec zaszczepił w nim zainteresowania krótkofalarstwem. Pasję tę Marian Ożarowski rozwijał przez całe swoje dorosłe życie, propagując krótkofalarstwo w Lublińcu i wychowując dziesiątki młodych radiowców.
15 października 1928 r. wstąpił do gromady zuchowej prowadzonej przez hm. Stanisława Wojciechowskiego, a następnie 23 kwietnia 1934 roku w III Męskiej Drużynie Harcerskiej im. Orląt Lwowskich złożył przyrzeczenie harcerskie.
Po II wojnie światowej w marcu 1945 roku był współzałożycielem Hufca Harcerzy oraz drużyny harcerek. Prowadził I Drużynę Harcerską, pracując równocześnie w referacie szkoleniowym i w referacie drużyn harcerskich. Uczestniczył w Centralnej Akcji Szkoleniowej w Osowcu, podczas której, w dniu 28 sierpnia 1945 r. otrzymał stopień podharcmistrza.
Od września 1946 r. został nauczycielem w Szkole Podstawowej nr 1 w Lublińcu, w której przepracował kilkadziesiąt lat, ucząc fizyki i chemii. Założył również w szkole kółko radiowe.
Do 1947 r. był zastępcą komendanta hufca, a następnie do 1949 r. pełnił funkcję komendanta hufca w Lublińcu i jednocześnie prowadził drużynę harcerską przy Szkole Podstawowej nr 1 w Lublińcu.
Od 1956 r.  do października 1969 r. ponownie pełnił funkcję komendanta Hufca ZHP Lubliniec. W 1958 roku uzyskał stopień harcmistrza, a 12 lat później harcmistrza Polski Ludowej. W 1967 roku rozpoczął budowę Stanicy Harcerskiej w Kokotku koło Lublińca w widłach rzeki Mała Panew i potoku Leśnica.
W ośrodku harcerskim stworzył radiostację harcerską. Najpierw pod własnym znakiem SP9 CWJ, a następnie harcerskim SP9 ZAK hm Marian Ożarowski nawiązywał tysiące łączności z całym światem. Harcerski Klub Łączności „Delta” prowadził aż do śmierci w 1998 r. Efektem jego działalności były kontakty z krótkofalowcami z wszystkich kontynentów (nawet z polską stacją polarną na Spitzbergenie). W swej 30 letniej działalności w Harcerskim Klubie Łączności „Delta” Marian Ożarowski nawiązał ponad 40 000 łączności oraz zdobył ponad 30 dyplomów okolicznościowych w tym: z XV-lecia Pontyfikatu Jana Pawła II (1993), 200-lecia bitwy pod Racławicami (1994), 75 rocznicy III Powstania Śląskiego (1996) czy Igrzysk Olimpijskich w Barcelonie (1992). Brał udział w międzynarodowym spotkaniu skautów w eterze „JOTA” (Jamboree On The Air), a także harcerskiej akcji krótkofalarskiej „Małe Ojczyzny"(1996-1998). Podróżował z radiostacją po Polsce: do Gdańska (akcja "Morena"), w Bieszczady („Operacja Bieszczady 40”) czy do Zamościa.
Przez wiele lat po przejściu na emeryturę Marian Ożarowski kontynuował działalność harcerską. Uczestniczył w pracach Komendy Hufca, przewodniczył Komisji Rewizyjnej i Komisji Stopni Instruktorskich. Do śmierci 18 sierpnia 1998 r. brał udział we wszystkich akcjach letnich i zimowych organizowanych przez Hufiec Ziemi Lublinieckiej w ośrodku harcerskim w Kokotku.

## Odznaczenia
- 1952 – Złota Odznaka Społecznego Komitetu Radiofonizacji Kraju
- 1958 – Srebrny Krzyż Zasługi
- 1960 – Złota Odznaka Harcerskiej Służbie Ziemi Śląskiej
- 1968 – Krzyż „Za zasługi dla ZHP”
- 1970 – Złota Odznaka „Zasłużony dla województwa katowickiego"
- 1973 – Złoty Krzyż Zasługi
- 1974 – Złota Odznaka ZNP